# Heinrich von Clam-Martinic

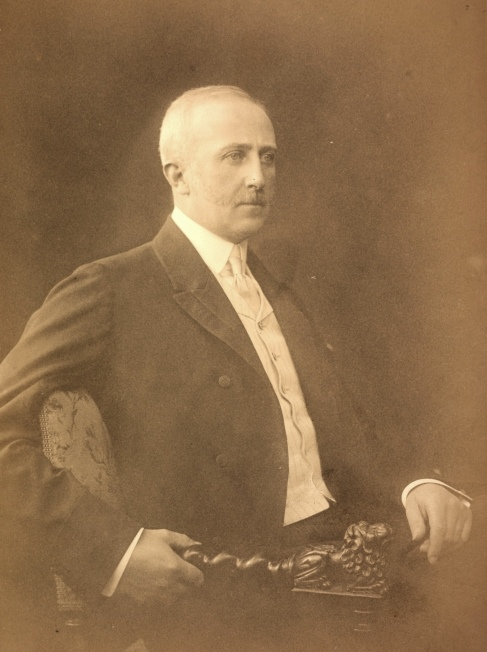
Heinrich von Clam-Martinic

Heinrich Karl Graf von Clam-Martinic (Tsjechisch: Jindřich Karel hrabě z Clam-Martinic) (Wenen, 1 januari 1863 - Klam, 7 maart 1932), was een Oostenrijks politicus.

## Levensloop

### Achtergrond en vroege carrière
Heinrich Graf von Clam-Martinic was afkomstig uit het oude Boheemse adellijke geslacht Clam-Martinici. Hij was de zoon van de Richard hrabě z Clam-Martinic (1832-1892) en neef van de Tsjechische patriot Jindřich Jaroslav hrabě z Clam-Martinic (1826-1887), leider van de liberale Boheemse aristocratische partij die naar autonomie voor Boheemse en Moravische kroonlanden. Na de dood van Jindřich in 1887, werd Heinrichs vader, Richard z Clam-Martinic leider van de aristocratische partij en zette zich met evenveel kractdadigheid in voor autonomie voor Bohemen en Moravië. Heinrich zelf was veel minder radicaal dan zijn vader en oom en was een vurig aanhanger van het Huis Habsburg en geloofde dat de Boheemse en Moravische kroonlanden alleen autonomie mochten verkrijgen binnen het Keizerrijk Oostenrijk-Hongarije.
Heinrich Clam-Martinic werd een van de beste vriend van aartshertog Frans Ferdinand van Oostenrijk-Este, de Oostenrijks-Hongaarse troonopvolger, en was een van diens raadgevers. Clam-Martinic geloofde sterk dat aartshertog Frans Ferdinand en diens hervormingsplannen (federalisering van het Rijk, o.a. autonomie voor de Slavische volken) het afbrokkelende Rijk konden redden.
Heinrich Clam-Martinic werd in 1894 in de Boheemse landdag gekozen. In 1902 werd hij in de Rijksraad (Reichsrat) - het parlement van Oostenrijk (Cisleithanië) - gekozen.
Aan het begin van de Eerste Wereldoorlog diende hij als officier aan het Oostelijke front met Rusland en het front met Italië.
Van 31 oktober tot 20 december 1916 was hij minister van Landbouw in het kabinet-Koerber II.

### Minister-president
In december 1916 trad minister-president Ernest von Koerber af nadat hij er niet in geslaagd was de nationale minderheden te paaien met politieke concessies. De nieuwe keizer Karel I van Oostenrijk benoemde op 20 december 1916 Clam-Martinic tot minister-president van het Oostenrijkse rijksdeel (Cisleithanië) van de Donaumonarchie. Hij behield de ministerspost van Landbouw. Tijdens zijn ambtstermijn streefde Clam-Martinic naar het invoeren van het Duits als ambtstaal in de Bohemen en Moravië en daarnaast naar "autonoom centralisme" voor de nationale volkeren van Cisleithanië.
Onder Clam-Martinics premierschap kwam ook de Rijksraad op 30 mei 1917 weer bijeen, nadat dit 3 jaar lang van regeringswege was verboden. Clam-Martinic slaagde er niet in het vertrouwen van het parlement te winnen voor zijn plannen voor "autonoom centralisme" (het werd maar niet duidelijk wat Clam-Martinic hiermee bedoelde) en hij diende in juni 1917 zijn ontslag in bij keizer Karel. Zijn opvolger werd Ernst Ritter Seidler von Feuchtenegg.
Na zijn aftreden als premier, was Clam-Martinic van 10 juli 1917 tot het einde van de Eerste Wereldoorlog militair gouverneur van Montenegro (bezet door Oostenrijk-Hongarije). Tijdens zijn gouverneurschap van Montenegro schreef hij artikelen waarin hij de omvorming van Oostenrijk-Hongarije in een federaal rijk bepleitte.
Na de oorlog vestigde hij zich op zijn familiekasteel. Heinrich Graf von Clam-Martinic overleed op 69-jarige leeftijd.